# Le Tranger
Le Tranger là một xã ở tỉnh Indre ở miền trung nước Pháp. Xã này có diện tích 22,26 km², dân số năm 1999 là 162 người. Khu vực này có độ cao trung bình 93 mét trên mực nước biển.